# Dwerggras
Dwerggras (Mibora minima, synoniem: Chamagrostis minima) is een eenjarige plant uit de grassenfamilie. De soort komt voor in West-Europa. Zuid- en Zuidwest-Europa en in Noord-Afrika en is van daaruit verder verspreid naar Noord-Amerika. De noordgrens van het verspreidingsgebied van de soort in Europa loopt door Nederland. De soort staat op de Nederlandse Rode lijst van planten als zeer zeldzaam en stabiel of toegenomen. Het aantal chromosomen is 2n = 14.
De polvormende plant wordt 3-15 cm hoog en heeft dunne, rechtopstaande stengels met twee of drie knopen. De korte, 1-2 cm lange en ongeveer 0,5 mm brede bladeren zijn vaak ingerold en hebben een afgeronde top. De bladschede heeft een 0,2-1 mm lang en 0,5 mm breed en stomp tongetje.
Dwerggras bloeit van maart tot in mei met paarse, tweerijige. 0,5-2 cm lange en 1-2 mm brede, aarachtige trossen met vier tot twaalf aartjes. De bijna zittende aartjes worden tot 3 mm lang en bestaan maar uit één bloem.  De stompe tot iets uitgerande, vliezige, 1-nervige kelkkafjes zijn 1,8-3 mm lang en hebben vaak een getande top. Het onderste kroonkafje is 1,4-2 mm lang en heeft vijf groene nerven. Het bovenste, iets elliptische kroonkafje is even lang als het bovenste en heeft een getande top. De kroonkafjes zijn dicht behaard. De bloem heeft drie meeldraden. De helmknop is 1-1,7 mm lang.
De vrucht is een 1-1,4 mm lange graanvrucht en het zaad is een vijfde van de lengte van de vrucht.

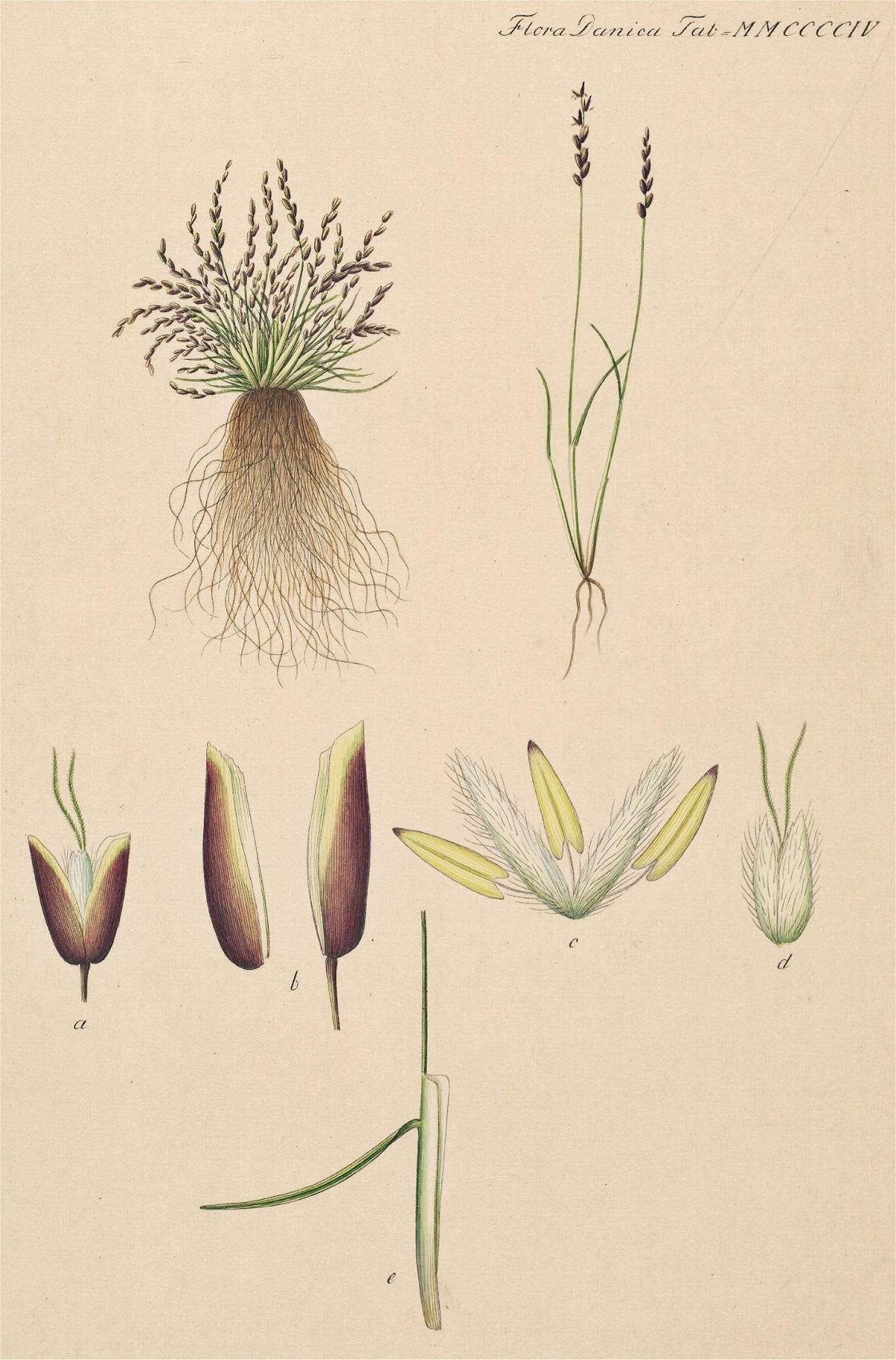
Illustratie uit Flora Danica
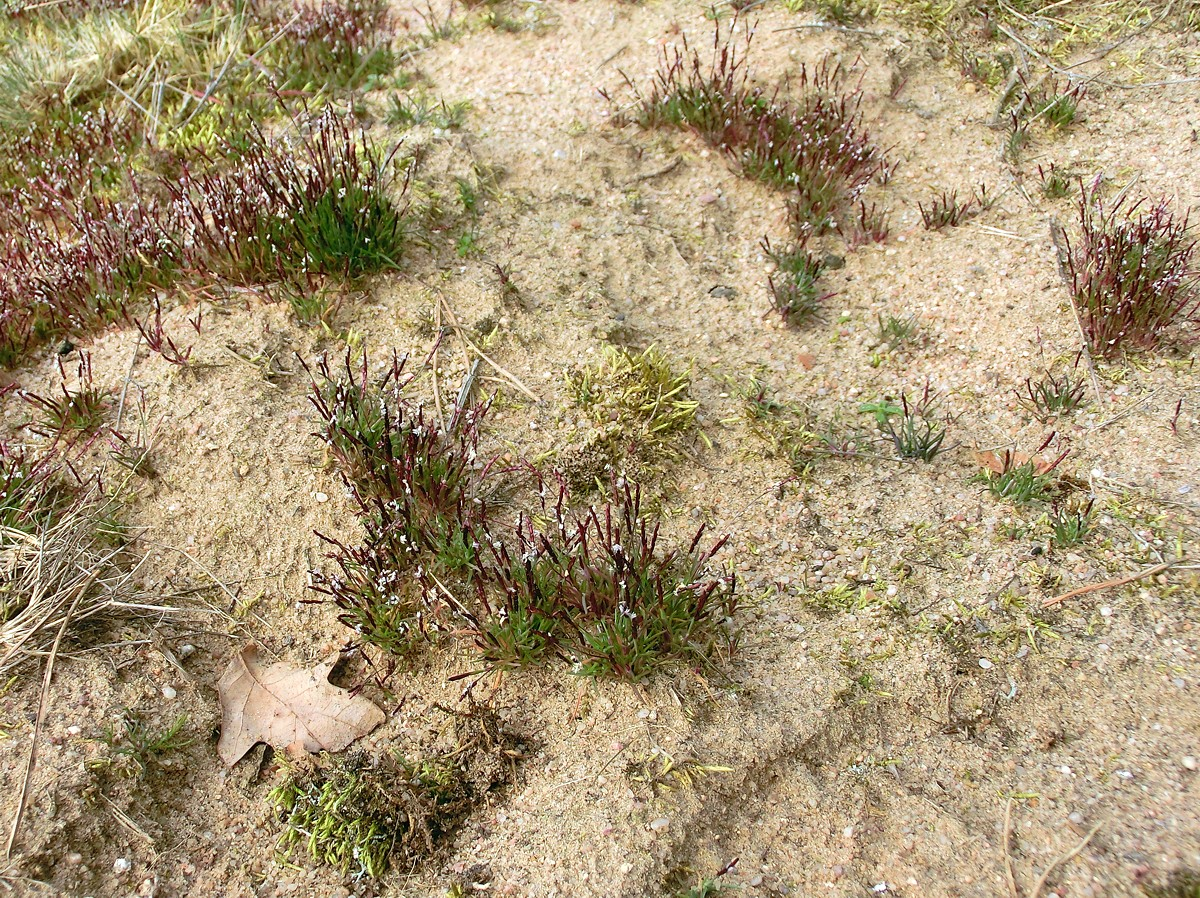
Planten
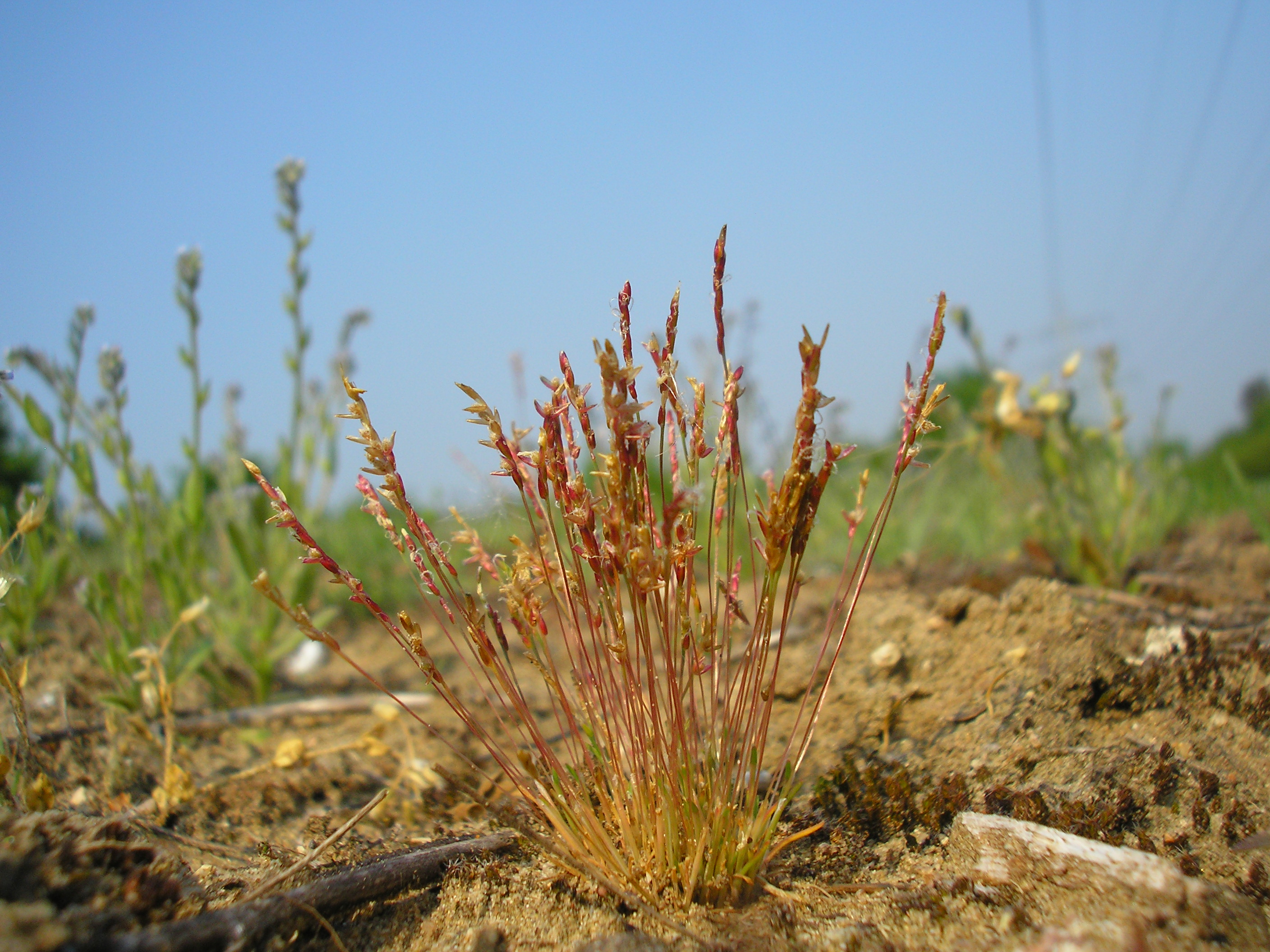
Plant
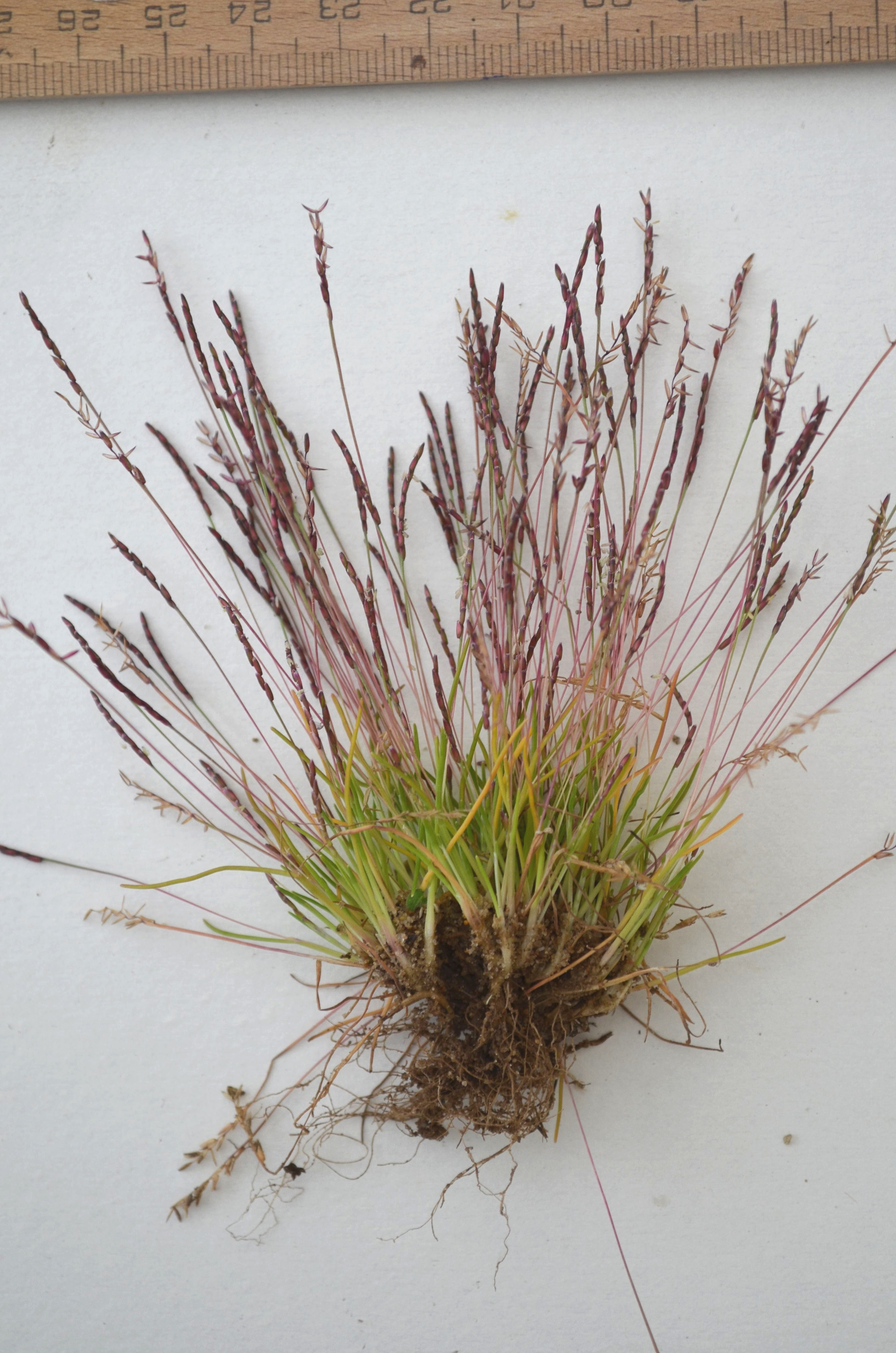
Plant
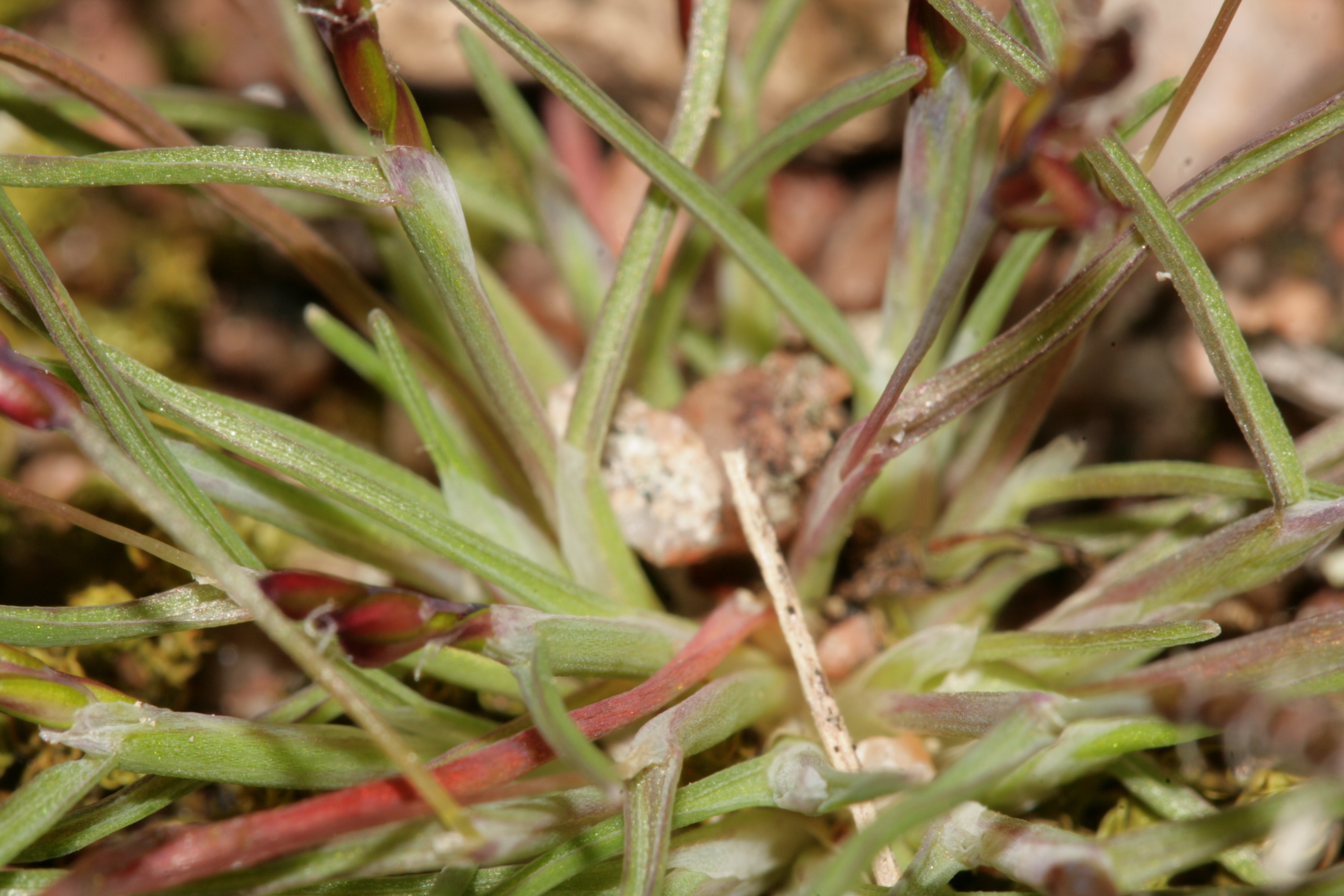
Tongetje
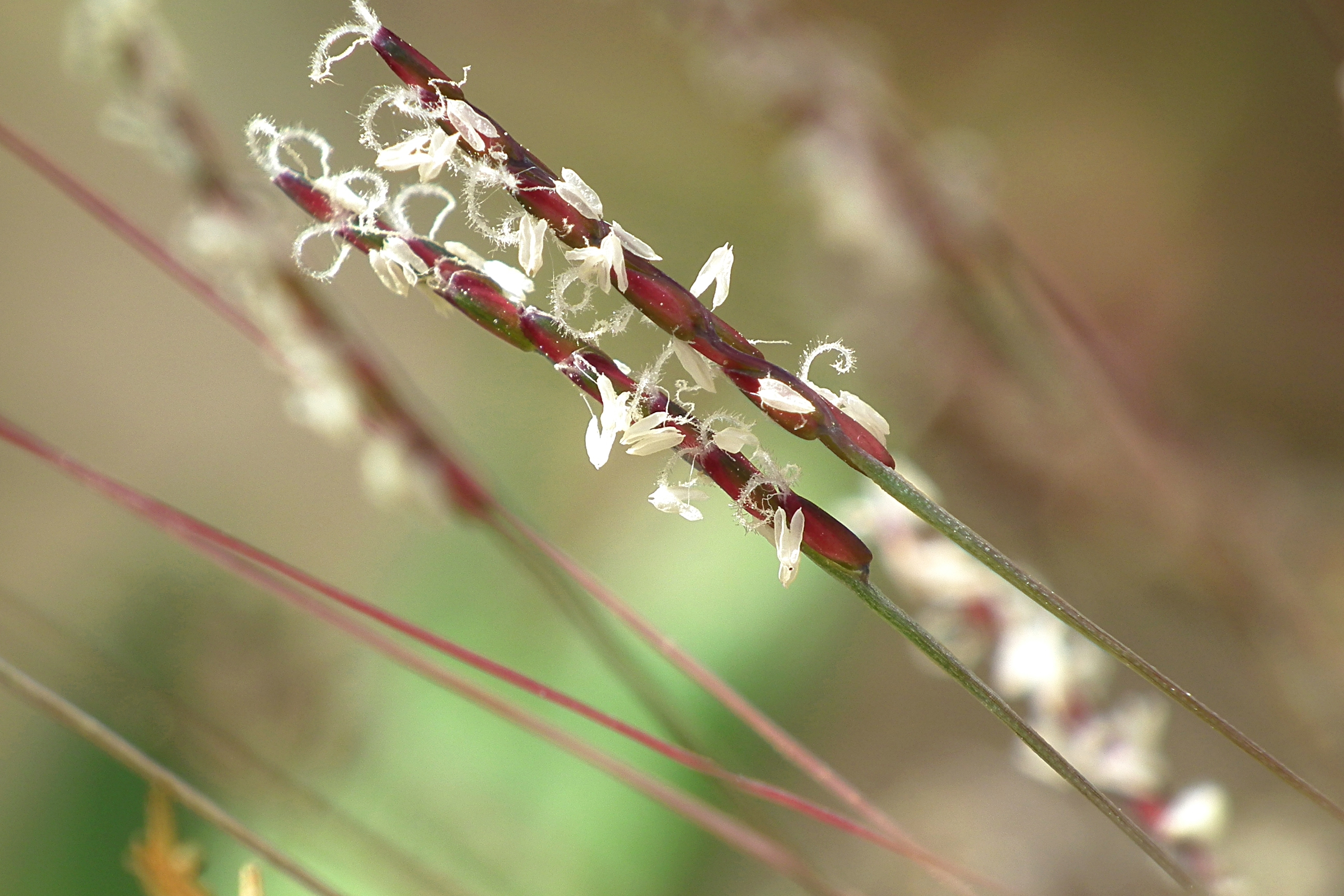
Bloeiwijze
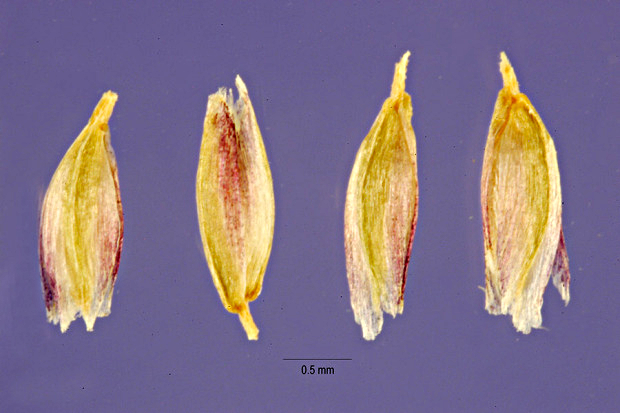
Vruchten

## Ecologie en verspreiding
Dwerggras groeit op zonnige, open plaatsen op droge, voedselarme, zure tot soms iets kalkhoudende, omgewerkte zandige of stenige grond. Het staat op duincampings, ruderale terreinen, in boomkwekerijen, parken, duingraslanden, ontkalkte mosduinen, op kaal zand en aan de rand van paden. De vermoedelijk grootste natuurlijke groeiplaats van dwerggras in Nederland bevindt zich in het Nationaal Park Zuid-Kennemerland bij Santpoort. Dwerggras groeit hier op door betreding en begrazing van paarden en konijnen open gehouden stukjes kaal, schraal zand in duingrasland en dergelijke. Deze grazers zorgen ook voor de verspreiding van het zaad. Dwerggras groeit hier in de duinsterretjes-associatie, (Phleo-Tortuletum ruraliformis) een plantengemeenschap van zonnige, droge, zomers sterk verwarmde plaatsen op kalkhoudend tot kalkrijk humusloos of -arm duinzand zonder bodemvorming.